# Blazor
Blazor je otevřený software, web framework, který umožňuje vývojářům vytvořit webové aplikace za použití programovacích jazyků C# a HTML. Je vyvíjen společností Microsoft.

## Přehled
Bylo oznámeno šest různých edic softwaru Blazor.
Blazor Server: Tyto aplikace jsou hostované na ASP.NET Core serveru v ASP.NET Razor formátu. Vzdálení klienti fungují jako tenký klient, což znamená, že většina zátěže spočívá na serveru. Webový prohlížeč stáhne malou stránku a aktualizuje své uživatelské rozhraní přes SignalR připojení. Blazor Server byl publikován jako součást .NET Core 3.
Blazor WebAssembly: Jednostránkové aplikace, které se před spuštěním stahují do webového prohlížeče klienta. Velikost stahovaných dat je větší než u Blazor Serveru, záleží na aplikaci a zpracování je prováděno pouze na hardware klienta. Tyto aplikace nicméně vykazují rychlé odezvy. Jak vyplývá již z názvu, tento klientský framework je napsán ve WebAssembly, nikoli v JavaScript (ačkoli oba mohou být použity současně).
Blazor PWA a Blazor Hybrid edice: První podporuje progresivní webové aplikace (PWA). Druhá je nativním frameworkem platformy (na rozdíl od webového frameworku), ale stále zajišťuje vykreslení uživatelského rozhraní prostřednictvím webových technologií (např. HTML a CSS).
Blazor Native: Nativní framework platformy, který vykreslí uživatelské rozhraní nativní operačnímu systému – tento framework byl pouze zvažován, ale nedostal se ani do fáze plánování.
Blazor United: Tyto aplikace budou kombinací Blazor Server a Blazor WebAssembly a umožní „to nejlepší řešení z obou světů“, kde by vývojáři mohli lépe vyladit režim vykreslování. Tento přístup by překonal nedostatky potenciálně velkého dopředného stahování dat, které provádí Blazor WebAssembly, a neustále otevřeného připojení SignalR, které vyžaduje Blazor Server. Tato verze Blazoru je aktuálně součástí plánu .NET 8 a ještě nebyla vydána.
Přes zmatek, který popis ASP.NET a Blazor někdy může vyvolat, je zásadní to, že Blazor se zaměřuje na tvorbu webových aplikací s cílem používat programovací jazyk C# místo jazyka JavaScript, který se v tomto typu aplikací jinak běžně používá.
Po release .NET 5 Blazor přestal pracovat s Internet Explorer a starými verzemi Microsoft Edge.

## Příklad
Následující příklad ukazuje, jak implementovat jednoduchý čítač, který lze zvýšit kliknutím na tlačítko:
```
<
h1
>
Příklad Blazor kódu
</
h1
>

<
p
>
count: @count
</
p
>

<
button
 
@
onclick
=
"IncCount"
>
Click to increment
</
button
>

@code {
    private int count = 0;

    private void IncCount()
    {
        count++;
    }
}

```

## Další literatura
- ENGSTRÖM, Jimmy. Web Development with Blazor: A hands-on guide for .NET developers to build interactive UIs with C#. [s.l.]: Packt Publishing, 2021. ISBN 978-1800208728.
- HIMSCHOOT, Peter. Microsoft Blazor: Building Web Applications in .NET 6 and Beyond. [s.l.]: Apress, 2021. ISBN 978-1484278444.
- WRIGHT, Toi. Blazor WebAssembly by Example: A project-based guide to building web apps with .NET, Blazor WebAssembly, and C#. [s.l.]: Packt Publishing, 2021. ISBN 978-1800567511.
- SAINTY, Chris. Blazor in Action. [s.l.]: Manning Publications, 2022. ISBN 978-1617298646.